# 烏格拉河
烏格拉河（俄语：Угра）是俄羅斯的河流，位於斯摩棱斯克州和卡盧加州，屬於奧卡河的左支流，河道全長399公里，流域面域15,700平方公里，河流從11月至1月初結冰。